# Cospirazione di Chalais

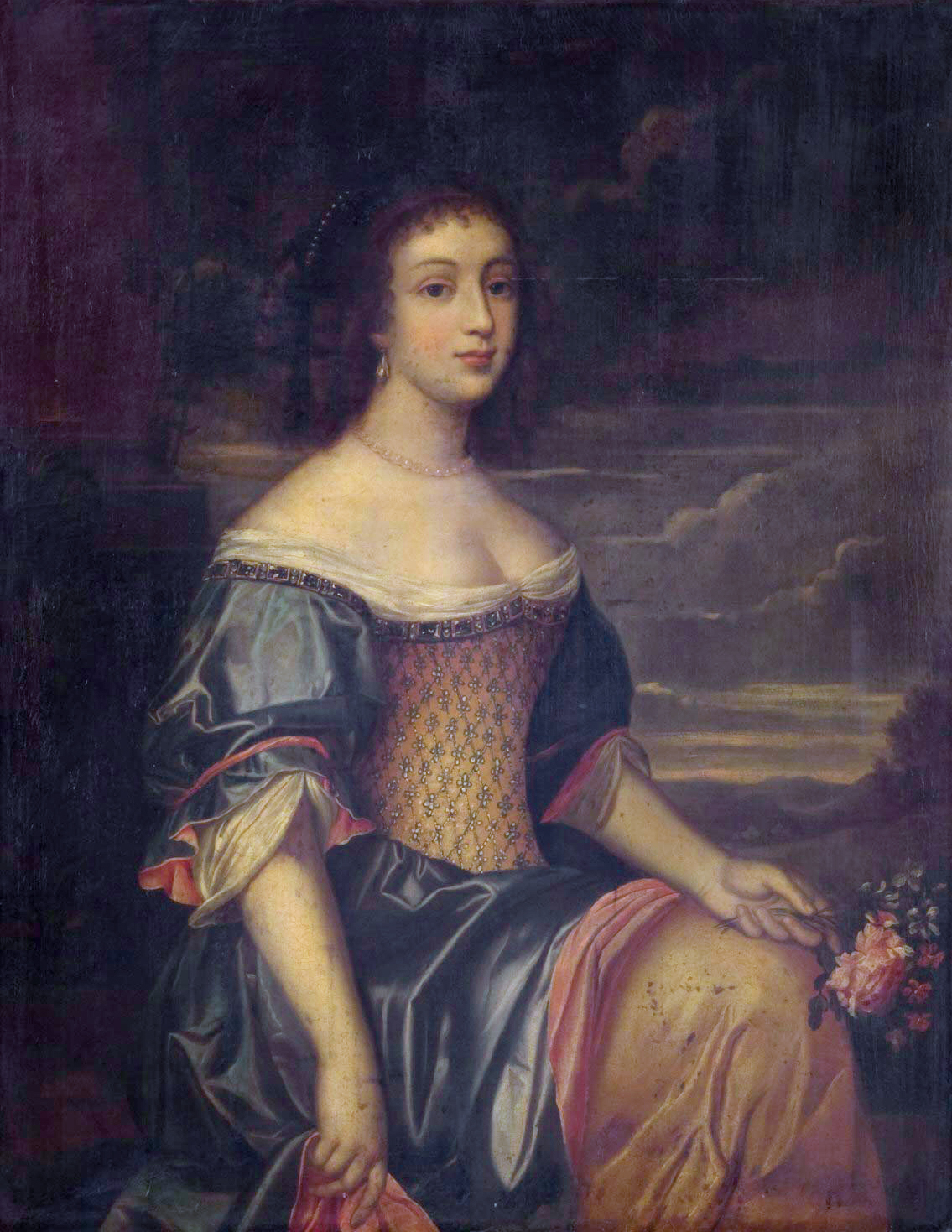
La duchessa di Chevreuse fu complice della Cospirazione di Chalais

La Cospirazione di Chalais ebbe luogo nell'estate del 1626 durante il regno di Luigi XIII e fu condotta dal conte Henri de Talleyrand-Périgord, conte di Chalais (1599 – 1626), d'intesa con la sua amante, Marie de Rohan-Montbazon, duchessa di Chevreuse.
L'occasione per la cospirazione fu il progettato matrimonio fra il fratello del re Luigi XIII, Gastone d'Orléans e Mademoiselle de Montpensier, ideato dal Re stesso e dal cardinale Richelieu. Gastone non ne voleva sapere di questo matrimonio per cui attorno a lui si formò un partito contrario al matrimonio stesso.  Alla base di tutto ciò v'era comunque l'avversione della nobiltà verso il Richelieu, colpevole di volerne ridimensionare i poteri a beneficio dell'autorità regia, processo per altro già iniziato da Enrico IV.
La duchessa di Chevreuse, gran cospiratrice, ed altri principi, compreso il fratello del sovrano, si associarono per cospirare contro il futuro cardinale. La duchessa si assicurò l'appoggio del conte Henri de Talleyrand-Perigord, un gentiluomo fino ad allora apprezzato dal Re. Lo scopo del complotto era l'assassinio di Richelieu e, possibilmente, anche la destituzione di Luigi XIII a favore del fratello Gastone. Ma i prìncipi e lo stesso conte erano piuttosto volubili, il segreto svanì a causa di dissidi personali e Richelieu infierì con l'appoggio del Re. Per salvarsi, Gastone confessò subito il suo misfatto e denunciò tutti i suoi complici.
Perciò solo il povero Henri pagò il fio per questa burletta di cospirazione: fu arrestato ed essendo l'unico congiurato che non apparteneva ad una famiglia di prestigio tale da garantirgli l'immunità, fu giudicato a Nantes e condannato alla decapitazione.  La sua esecuzione (19 agosto 1626), a completamento della mancata attuazione del piano dei congiurati, accrebbe il prestigio di Richelieu ed il fratello del Re, temporaneamente riconciliato con Luigi XIII, si sposò e divenne duca d'Orleans.